# Servio Tulio
Servio Tulio (reinado circa 578 a. C.-c. 534 a. C.) fue el sexto rey de Roma, según la historia tradicional de la ciudad. Sucesor de Tarquinio Prisco se le atribuyen 44 años de reinado hasta que fue asesinado por su propia hija Tulia, en complicidad con su yerno Tarquinio el Soberbio, que ocupó el trono en su lugar.
Hijo de Ocrisia, una esclava capturada por los romanos tras la toma de la ciudad latina de Cornículo, y criado en el palacio real, se ganó los favores de Tarquinio Prisco y, gracias al apoyo que recibió de su viuda Tanaquil, lo sucedió en el trono cuando este fue asesinado. Según una versión alternativa, cuya fuente principal es el emperador Claudio, se identificaría con el personaje etrusco llamado Mastarna.
Se recuerda a Servio Tulio como uno de los reyes más admirados de Roma, hasta el punto de ser considerado casi como un segundo fundador y el auténtico creador del concepto de ciudadanía romana, con la introducción del censo, la reforma del ejército y la ampliación de los límites de la ciudad. En la época clásica se le atribuía la construcción de las murallas de Roma, los llamados muros servianos.

## Origen

### La tradición romana
Según la tradición romana Servio Tulio era de origen servil, hijo de Ocresia (u Ocrisia) una esclava capturada cuando Tarquinio Prisco tomó la ciudad latina de Cornículo. Criado en el palacio real, se cuenta que un día su cabeza se cubrió de llamas sin que sufriera el menor daño lo que, al ser considerado un signo del favor divino, le valió el favor del rey y de su esposa Tanaquil y marcó el comienzo de su ascenso hasta que, ya adulto, comenzó a asumir cargos de responsabilidad en el gobierno (Dion. Hal., Ant. Rom., 4.3).
Aunque aparentemente ninguno de los reyes de Roma era de origen patricio ya en la antigüedad resultaba extraño que Servio Tulio fuese un esclavo de nacimiento, incluso se ha sugerido sin mucho fundamento que la leyenda surgió como consecuencia de una etimología popular de su nombre (servus significa 'esclavo'). Así, según otras fuentes Ocresia sería realmente la viuda de un aristócrata de Cornículo que Tanaquil acogió como dama de compañía (Liv., Hist. Rom., 1.39.5). Finalmente algunas leyendas aluden a su concepción por parte de alguna divinidad, un lar familiaris o el mismo Vulcano.
Es posible que esas noticias sean reflejo de que realmente los reyes de Roma buscaron legitimar su poder basándolo en su estrecha relación con algunos dioses. Así, uno de los monumentos más importantes de Roma era el Volcanal, de localización incierta en el Comicio y estrechamente relacionado, si no coincidente, con el santuario del Lapis Niger, en algunas de cuyas fases más antiguas, fechadas en el siglo VI, se han encontrado fragmentos de cerámica de figuras negras que representan a Hefesto, el Vulcano de la mitología griega.

### La versión etrusca

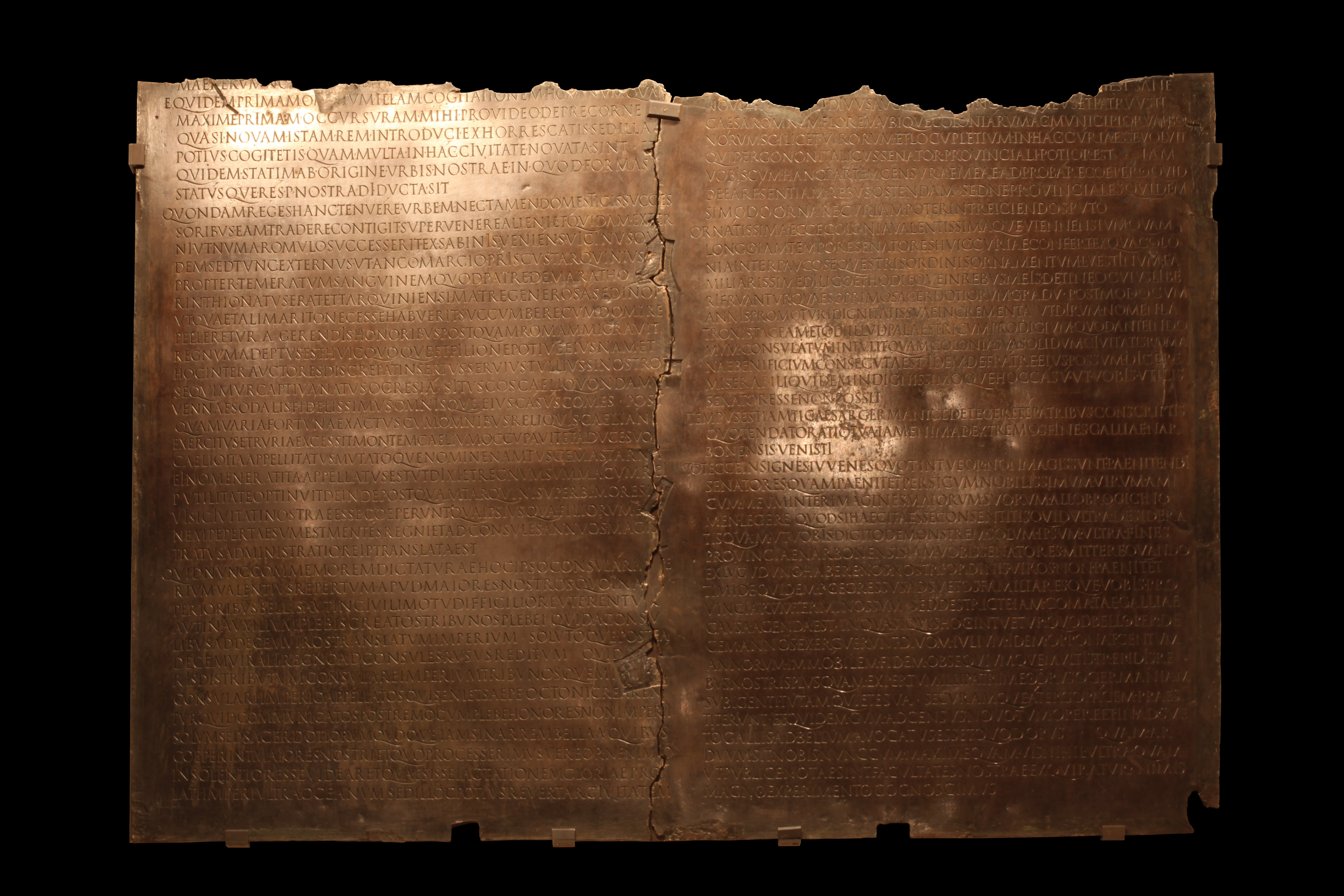
La Tabla de Lyon, que contiene el texto del discurso de Claudio ante el Senado (48 d. C.).

Existe sin embargo otra versión de los orígenes de Servio Tulio basada en fuentes etruscas, conocida gracias a un discurso que el emperador Claudio pronunció en el Senado ante una delegación de las Galias el año 48 d. C.:

Si seguimos a nuestras propias fuentes, era hijo de una cautiva llamada Ocrisia; en cambio, si seguimos a las etruscas, fue al principio el amigo más fiel de Celio Vibenna y participó en todas sus andanzas. Posteriormente, impelido por un cambio de fortuna, abandonó Etruria con lo que quedaba del ejército de Celio y ocupó la colina homónima, a la que puso el nombre de su antiguo capitán. Servio cambió de nombre (pues en etrusco se llamaba Mastarna), y recibió el que he utilizado, alcanzando el trono para mayor gloria del Estado.
Tabla de Lyon. ILS, 212.I.8-27.

Esta alternativa parece completamente desconocida para las fuentes analísticas romanas, pero Celes Vibenna sí es citado por anticuaristas como Varrón o Verrio Flaco y, tanto él como su hermano Aulo son personajes destacados de la tradición etrusca. Sus nombres aparecen en el registro arqueológico tanto en bronces como en cerámica, incluso en contextos contemporáneos: un bucchero procedente de Veyes podría ser una ofrenda del propio Avile Vipiienas.

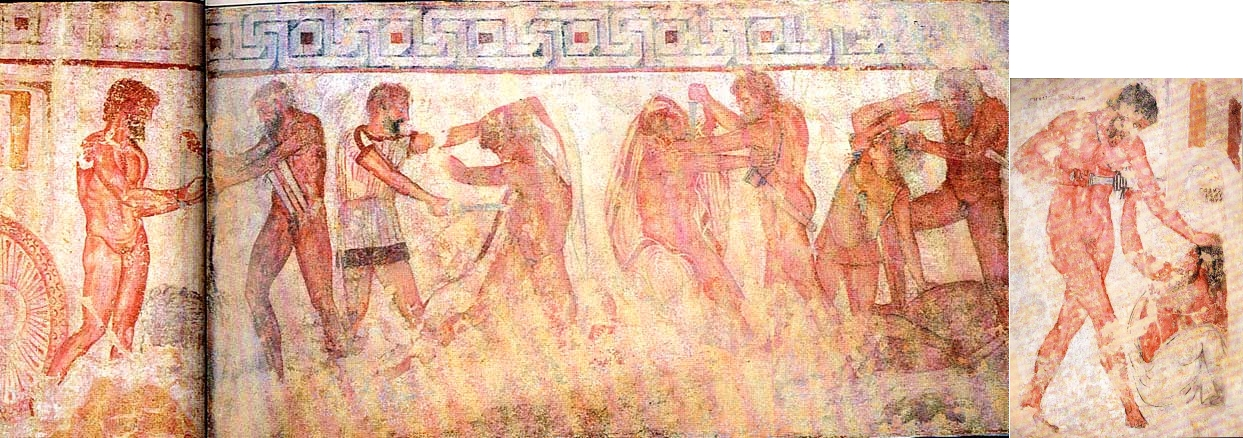
Mastarna liberando a Celes Vibenna.
Fresco de la Tumba François (Vulci, a. C.).

Con todo, el testimonio etrusco más importante es el de la Tumba François, descubierta en 1857 en Vulci y datada aproximadamente en el 340 a. C., donde una pintura mural refleja una escena alusiva a la historia de la ciudad enfrentada, en la pared opuesta, a un episodio paralelo de la Ilíada en el que se sacrifica a prisioneros troyanos durante el funeral de Patroclo. En el fresco aparecen identificados con sus nombres Caile Vipinas, Macstrna (sosteniendo dos espadas y desatando al primero, ambos en el extremo izquierdo), Rasce (eliminando a Pesna Arcmsnas Sveamach), Avle Vipinas (que mata al personaje de la coraza, Venthical [...]plsachs) y Marce Camitlnas que, según se interpreta, habrían sido hechos prisioneros y son liberados por su compañero Larth Ulthes (el único que aparece con túnica y que apuñala a Laris Papathnas Velznach). Entre los captores, representado en el extremo derecho, está Cneve Tarchunies Rumach a quien Marce Camitlnas está a punto de atravesar con su espada.
Los enemigos aparecen representados con sus gentilicios (Rumach, de Roma, probablemente Velznach de Volsinii y Sveamach de Sovana, mientras que para [...]plsachs se han sugerido tanto Salpinum como el etnónimo para 'falisco') así que la pintura podría hacer referencia a una guerra entre Vulci y Roma, ambas acompañadas de sus respectivos aliados, en la época de los tarquinios y dar pie a la teoría de que «Gneo Tarquinio de Roma» fuera el mismo Tarquinio Prisco al que sucedió Servio Tulio/Mastarna (se ha propuesto que este último apelativo etrusco podría provenir de la palabra latina magister, que aparecía en varios cargos oficiales romanos). Sin embargo el praenomen de Tarquinio Prisco era Lucio, aunque este podría corresponder al etrusco lauchme, 'rey', y por lo tanto haber sustituido al original; y tampoco está claro que la deducción de Claudio al identificar al Mastarna de las fuentes etruscas con el Servio Tulio de las romanas haya estado basada en pruebas sólidas. Con todo es una reconstrucción que cuenta con amplio respaldo entre los especialistas.

## Ascensión al trono
Servio, después de hacerse con el favor de Tarquinio y Tanaquil, se casó con Tarquinia, la hija del rey, llamada Gegania en algunas fuentes (Plutarco. Fort. Rom. 10.1). Cuando Tarquinio fue muerto por dos asesinos a sueldo contratados por los hijos de Anco Marcio, que intentaban heredar el trono que había correspondido a su padre, Tanaquil ordenó retrasar el anuncio del fallecimiento del rey y comunicó al pueblo, asomada a una ventana, que mientras se restablecía, el rey había elegido a Servio Tulio para que gobernara en su nombre. Mientras tanto desterraron a los Marcios y al cabo de unos días, controlada la situación, se hizo el anuncio oficial del fallecimiento del rey, cuyos funerales presidió Servio Tulio en su primer acto oficial (Liv., Hist. Rom., 1.40). El anuncio de Tanaquil se ha relacionado también con un famoso motivo, el de «la diosa de la ventana», muy extendido por Chipre y otras zonas de Oriente Próximo, en el que el nuevo rey celebraba unos esponsales sagrados, lo que realmente podía significar pasar la noche en el templo con una sacerdotisa, al término de los cuales la diosa aparecía y anunciaba su aprobación del nombramiento.
Otro indicio de la representación del favor divino se encuentra en el templo dedicado a Fortuna y Mater Matuta en el Foro Boario, cerca del puerto del Tíber. Se trata de un grupo escultórico (fechado aproximadamente en 540/530 a. C.) compuesto de las figuras de Heracles y de Minerva, que presenta al primero a los demás dioses olímpicos. Esto sugiere la analogía contemporánea de la entrada de Pisístrato en Atenas, montado en un carro y acompañado de una muchacha vestida con una armadura al modo de Atenea (Heródoto, Hist., 1.60), cuando tanto el tirano griego como el rey de Roma se identificaban a sí mismos con Heracles/Hércules.
El ascenso al trono de Servio Tulio se efectuó de forma irregular, sin respetar el interregnum, sin el voto del pueblo y sin la ratificación del Senado. Tito Livio y Cicerón (Rep. 2.37) afirman de hecho que fue el primero en reinar sin someterse al voto popular, circunstancia que utilizó posteriormente Tarquinio el Soberbio para intentar justificar la usurpación del trono.

## Reformas atribuidas a su reinado

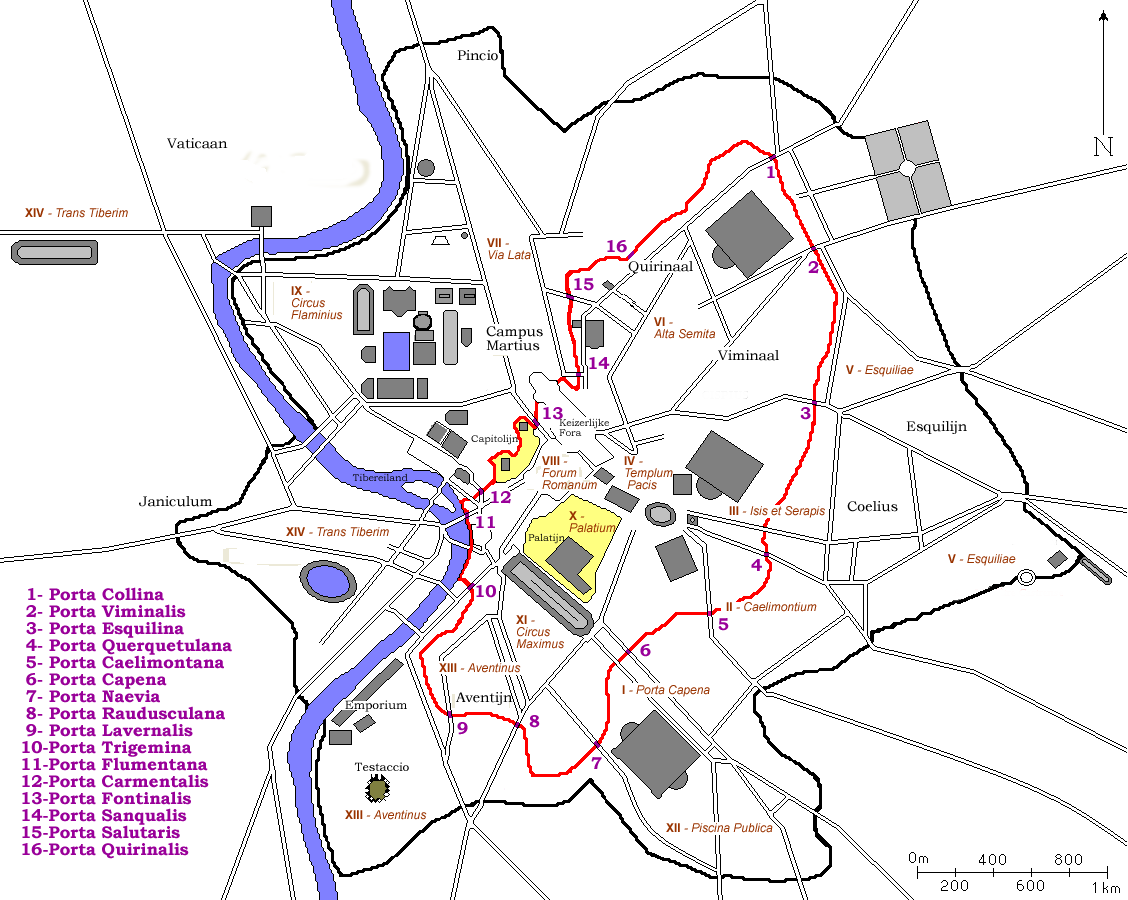
Plano de la antigua Roma con los muros servianos (en rojo).

### Los muros servianos
A Servio Tulio se le atribuía tradicionalmente la construcción de las así llamadas murallas servianas., las antiguas fortificaciones de la ciudad del periodo de la República que, con una longitud de unos 11 kilómetros, abarcaban 427 hectáreas e incluían las siete colinas tradicionales. Sin embargo, los estudios arqueológicos indican que estas murallas corresponden al siglo IV a. C. y fueron construidas con piedra procedente de las canteras de Grotta Oscura situadas en territorio de Veyes, ciudad que fue conquistada por los romanos en el año 396 a. C. Tito Livio comenta las cargas que ocasionó al pueblo su construcción y la sitúa en el año 378 a. C., después del saqueo de Roma por los galos de Breno (Liv., Hist. Rom., 6.32.1).
Es posible que la confusión de las fuentes se deba a que esas murallas se construyeran siguiendo el trazado de otras anteriores. Se conservan restos de muros de capellaccio en el Aventino, aunque en el siglo VI la zona no estaba incluida en el recinto de la ciudad y, por lo tanto, puede que lo que se deba atribuir a Servio Tulio sea el agger, un terraplén que defendía la zona más vulnerable, la que unía el Quirinal y el Viminal con el Esquilino. En consecuencia, y a diferencia de lo que se presuponía en la antigüedad, Roma no dispondría de fortificaciones completas en la época de los reyes, como parece confirmar el hecho mismo de su toma por los galos.

### Elpomerium
También hay coincidencia en las fuentes en atribuir a Servio el trazado del límite sagrado de la ciudad, el pomerium. Como legendario fundador se daba muchas veces por sentado que Rómulo trazó un pomerium, pero es posible que más tarde no se concibiera el establecimiento de una ciudad sin el correspondiente rito (en época ya plenamente histórica se utilizaba en la fundación de las colonias romanas) y Tito Livio habla por primera vez de ello en relación con Servio Tulio. La tradición era de origen etrusco y se llevaba a cabo unciendo un buey a un arado y trazando los surcos en torno al perímetro de la nueva ciudad. El pomerium serviano estaba marcado con mojones de tierra (cippi) que delimitaban una ciudad dividida en cuatro regiones: Suburana, Esquilina, Colina y Palatina (Varrón, De lingua latina, 5.45-5.143). Este trazado se mantuvo básicamente inalterado hasta los tiempos de Sila. La extensión total era de unas 245 hectáreas, lo que convertía a Roma en la ciudad más grande del Lacio, comparable solo a la de las grandes urbes etruscas y griegas del siglo VI a. C. En conjunto, al final del periodo monárquico se calcula que la población de Roma debía alcanzar los 35 000 habitantes y dominaba directamente un territorio de más de 800 km².

### Las tribus
Probablemente la más importante de las reformas atribuidas a Servio Tulio, por sus implicaciones políticas y porque es la base de la reorganización del ejército romano, es la que se refiere a la organización de la población. Las tres tribus arcaicas de los Ramnes, Ticies y Lúceres (tradicionalmente relacionadas respectivamente con los latinos, sabinos y etruscos), fueron sustituidas por las cuatro correspondientes a las nuevas regiones urbanas: las tribus Suburana, Esquilina, Colina y Palatina. Existe la posibilidad de que Servio también creara algunas de las tribus rústicas, ya que el origen de 21 del total final de 35 tribus podría corresponder a los comienzos de la República o bien a la época monárquica. Así lo afirman fuentes antiguas, particularmente Fabio Píctor, aunque se considera más probable que en esta reforma solo se crearan las cuatro tribus urbanas y que el territorio circundante estuviera dividido en pagi o regiones.
La reforma sustituyó el antiguo sistema de tribus romúleas y curias, vinculadas al dominio de las familias aristocráticas y al origen étnico o al nacimiento, por otro en el que solo tenía trascendencia el lugar de residencia. Unida a la institución del censo y la organización centuriada, supuso la redefinición, o quizá el auténtico establecimiento, del concepto de la ciudadanía romana.

### La organización centuriada

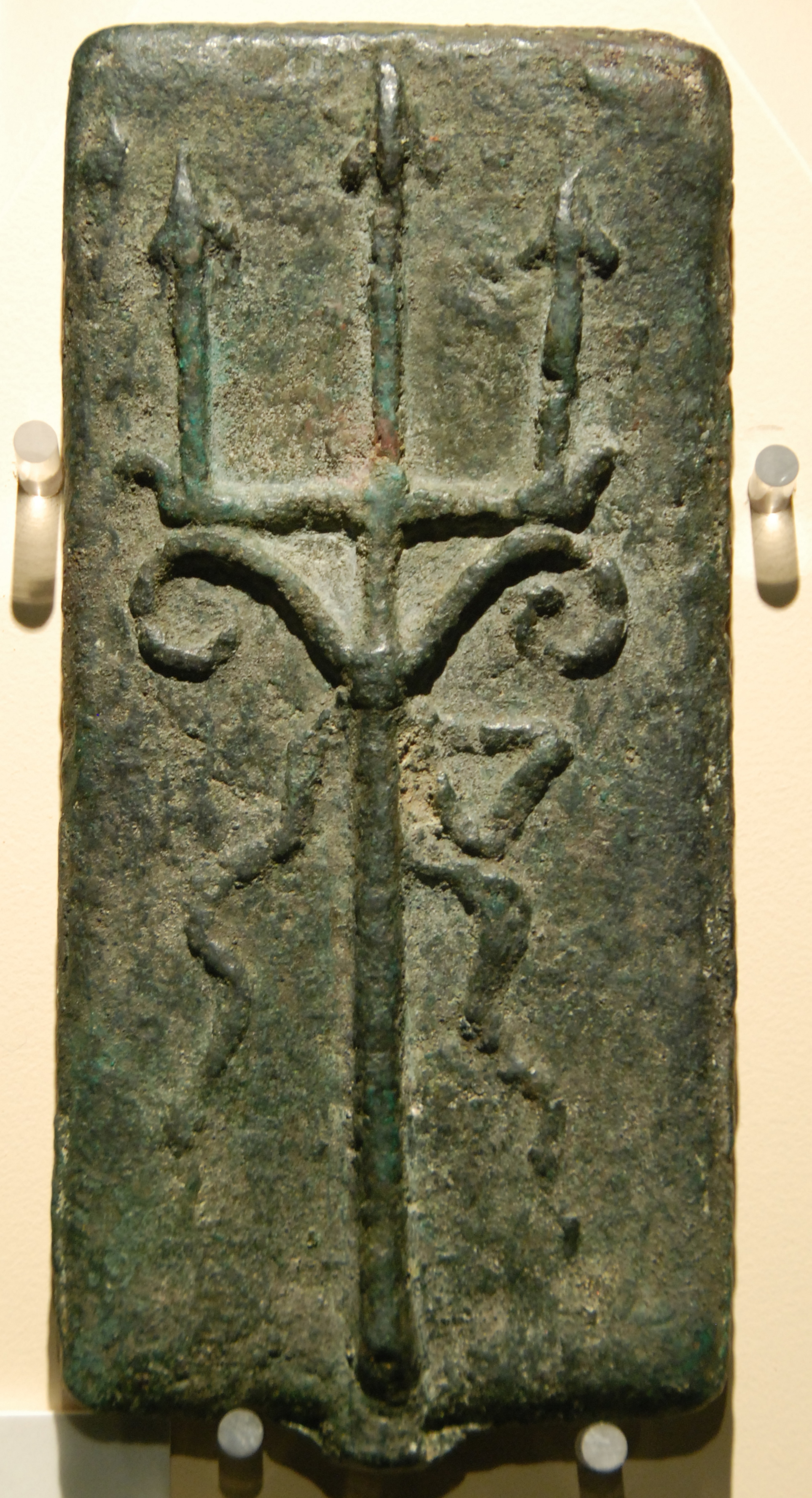
Aes signatum de la República romana (c. 450 a. C.).
Biblioteca Apostólica Vaticana (Roma).

Las fuentes clásicas afirman que, paralelamente a la reorganización de las tribus y con finalidad militar, Servio Tulio dividió a la población en cinco clases atendiendo a su riqueza. Así, según la capacidad económica de cada ciudadano, entendida como tal la de su familia, se reglamentaba el armamento que este debía costearse. Cada una de las clases estaría a su vez subdividida en centurias, previsiblemente en origen compuestas de cien hombres, y además existía igual número de centurias de iunores (hombres entre 17 y 45 años) y de seniores (hombres de entre 46 y 60 años, destinados a la reserva o a la defensa de la ciudad). Estas cinco clases actuarían como infantería; 60 centurias iunores de las tres primeras clases y 25 de las dos últimas, con el complemento de 18 centurias adicionales de caballería, los équites. Tito Livio (Hist. Rom., 1.43) y Dionisio de Halicarnaso (Ant. Rom., 4.16-18) coinciden en ofrecer cifras muy parecidas y solo discrepan en aspectos menores, como detalles del armamento requerido a cada clase y el trato a las centurias menores de obreros o músicos, pero es poco probable que tal esquema pueda corresponder a una estructura real de la sociedad en el siglo VI a. C. utilizada en la práctica para formar un ejército ya que las centurias de las clases ricas y de seniores deberían haber sido mucho más pequeñas que la de las clases pobres y las de los iunores.
Una explicación más sencilla sería que en la época monárquica se dividió a la población entre aquellos que podían equiparse para formar parte del ejército (la classis) y el resto de la población (los infra classem). La organización centuriada sería mucho más simple que la descrita (más acorde a la situación política del siglo IV o III a. C) y habría servido de base para la creación de los comicios centuriados: una asamblea de este tipo, en la que ninguna centuria tiene base territorial, habría limitado el poder de las familias patricias con respecto al dominio que poseían en los comicios curiados y, por lo tanto, reforzado el control del rey.

### El censo
Una vez fijada la organización, los ciudadanos, es decir los hombres varones adultos, debían ser encuadrados en su tribu, en su centuria y en su clase, de hecho eso es lo que marcaba su ciudadanía. Esta era la finalidad del censo que, de forma excepcional para la antigüedad, en Roma se repetía en intervalos regulares, unos cinco años en la época de la república. A Servio Tulio las fuentes le atribuyen, además de su institución, la realización de cuatro censos (Val. Máx., Hechos y dichos memorables, 3.4.3). Los funcionarios encargados de la tarea (la magistratura de censor se creó más tarde, en 443 a. C.) realizaban a su finalización sacrificios y una procesión en el Campo de Marte en torno a los ciudadanos allí congregados. El rito se denominaba lustrum y se decía que los que lo celebraban fundaban el lustro, visto como una nueva constitución simbólica de la ciudad. Así, a Servio Tulio, como responsable del primer censo, las fuentes antiguas lo consideran como un segundo fundador de Roma.
Una de las finalidades del censo era clasificar a los ciudadanos en función de su riqueza, estableciendo como mínimo una distinción básica entre aquellos aptos para el servicio militar, los adsidui (categoría que probablemente incluía tanto a la classis como a los infra classem), y aquellos carentes de posesiones que no eran llamados a las armas salvo en casos de gran emergencia, los proletarii. Esta necesidad podría relacionarse con un fragmento de Timeo (FgrHist, 566 F.61) recogido también por Plinio (N.H., 33.43) en el que se relaciona a Servio Tulio con la introducción de la moneda en Roma. De ser cierto podría tratarse de la acuñación de los aes signatum, lingotes de bronce con un peso estandarizado y marcados con el símbolo de la «rama seca», que han sido encontrados tanto en el Lacio como en Etruria y en diversos lugares de la Italia central y septentrional.

### El ejército

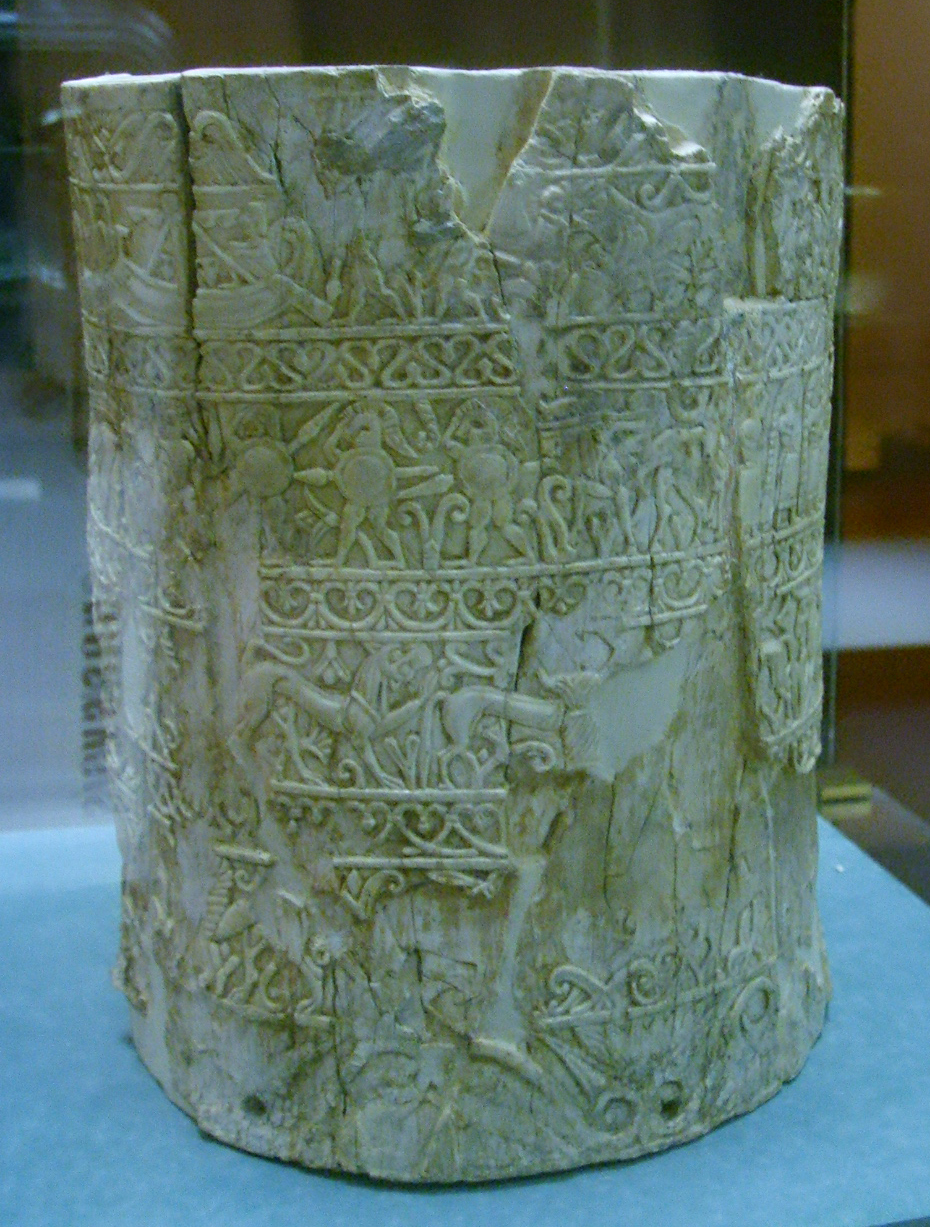
La sítula de la Pania. Vaso etrusco con escenas de la falange hoplítica.
Clusio (final a. C.).

El ejército romano arcaico se formaba a partir de las tres tribus romúleas primitivas, cada una de las cuales aportaba 1000 soldados de infantería, a razón de 100 por cada una de las 10 curias que integraban las tribus. Las fuentes también sugieren que en un determinado momento el ejército se dobló, reforma que a veces se atribuye a Tarquinio Prisco y otras ya al mismo Rómulo. Se crearon así los ramnes, ticies y lúceres priores y posteriores, lo que daría un total de 60 centurias. La innovación de Servio Tulio habría consistido simplemente en variar la manera en que se reclutaban las centurias, aunque también es posible que si en el primer censo que realizó se contabilizaron unos 6000 ciudadanos en condiciones de equiparse como infantería pesada, fuera ese el momento en el que se crearon las sesenta centurias. Esta hipótesis también explica la estructura del ejército romano en la época republicana, cuando la legión típica estaba integrada por la mitad de soldados (3000 de infantería pesada más 1200 vélites): el ejército se dividiría entre los dos cónsules que pasaron a compartir el mando que antes correspondía al rey. A este ejército de 60 centurias de infantería habría que añadirle las 6 centurias de caballería (el incremento de 12 centurias adicionales se produjo probablemente a finales del siglo V a. C.), unas dimensiones que en esa época convertirían a Roma en la principal potencia de Italia central.
El ejército así reformado por Servio Tulio seguiría el modelo hoplítico heredado de los griegos. El armamento típico y la táctica asociada, la falange, se extendieron por la península itálica a lo largo del siglo VII a. C. y ya eran de uso corriente en torno al año 600 a. C., cuando aparecen representadas en numerosos motivos figurativos etruscos. Los miembros de la classis serían aquellos ciudadanos con capacidad económica para equiparse como hoplitas: la armadura pesada y el escudo redondo (clipeus, la versión romana del hoplon) adecuados a la táctica clásica de las filas de soldados que integraban la falange.

### La Liga latina y el templo de Diana en el Aventino
A Servio Tulio también se le atribuye la fundación del templo de Diana situado en el Aventino, que probablemente era un recinto abierto con un altar. La inscripción conmemorativa todavía existía en los tiempos de Augusto, donde el mismo Dionisio de Halicarnaso pudo haberla consultado. Diana era una diosa estrechamente ligada a los ritos comunes de las ciudades de la Liga Latina y la inscripción, probablemente identificable con la lex arae Dianae in Aventino, contenía la regulación de las festividades y asambleas de los miembros de la liga (Dion. Hal. Ant. Rom., 4.26.5).

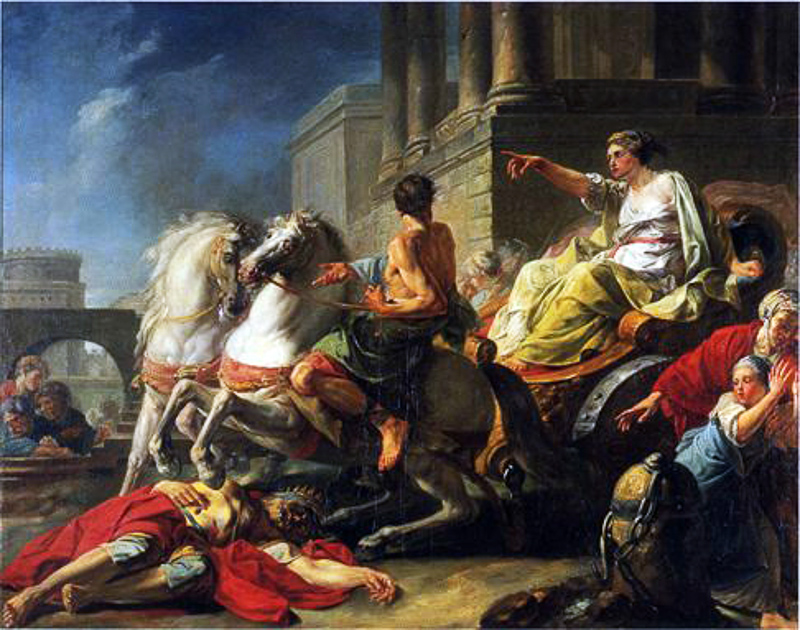
Tulia cabalga sobre el cadáver de su padre.
Óleo sobre lienzo. Jean Bardin (c. 1765).

## Derrocamiento y muerte
Servio Tulio fue derrocado y asesinado por su propio yerno Lucio Tarquinio, hijo (o nieto, la cronología de los tarquinos ya era controvertida en la antigüedad) de su antecesor Tarquinio Prisco. Según la versión de Tito Livio Tarquinio se presentó en el foro acompañado de hombres armados y convocó a los senadores para denunciar a Servio como un rey ilegítimo:

Entonces comenzó a injuriarlo... diciendo que... después de la afrentosa muerte de su padre, sin establecer el interregno acostumbrado, sin reunir los comicios, sin el sufragio del pueblo, sin la ratificación del Senado, había ocupado el trono como regalo de una mujer.
Liv., Hist. Rom., 1.47.10

Avisado Servio Tulio, acudió a defenderse y en la confusión resultante entre los respectivos partidarios fue el propio Tarquinio el que arrojó al rey escaleras abajo hacia el foro dejándolo medio muerto. Según continúa la versión de Livio, Servio Tulio fue ejecutado por sus perseguidores, y después su propia hija Tulia, esposa de Tarquinio, arrolló el cadáver con el carro que conducía (Liv., Hist. Rom., 1.48).
Independientemente del contenido legendario de la historia que transmite la tradición literaria, la monarquía romana no era hereditaria. Aunque Tarquinio reivindicaba su ascendencia real frente al origen servil de Servio Tulio, no tenía más derecho al trono que los hijos de Anco Marcio cuando asesinaron a Tarquinio Prisco; en cualquier caso heredó el título aunque fue recordado como un auténtico tirano, cruel y caprichoso que pasó a la historia como el Superbus, Tarquinio el Soberbio. Siendo el último rey, puede que esto refleje el odio aristocrático a los tiranos que solían apoyarse en la plebe para permanecer en el poder. En cualquier caso, a Servio Tulio la misma tradición lo recuerda como el rey más amado y benefactor de Roma.